# إذلال متعمد
الإذلال المُتعمَّد هو مصطلح يُطلق على ما يُسمَى ب «طقوس البدء» المُمارسة في معاهد التعليم العالي -الجامعات- الموجودة في دول جنوب آسيا مثل «الهند -بنجلاديش- سريلانكا».
ويُستخدم أيضا لفظ "Hazing " في أمريكا الشمالية، ولفظ "Bizutage " في فرنسا، وأيضا "Praxe" في البرتغال والفاضٍ أُخرى بكل لغات العالم للتعبير عن مصطلح (الإذلال المُتعمَّد) أو المعاكسات التي تحدث في المعاهد الدراسية -الجامعات- على مستوى العالم.
وهي سخرية الطلاب الكبار من الطلاب الجدد-الصغار، وتعريضهم للإذلال والإساءة، وقد يُشكل ذلك كيانًا خبيثًا حيث يتعرض الطلاب الجُدد للأذى النفسى والجسدى.
ولذلك، في عام 2009، فرضت لجنة المنح الجامعية في الهند لوائح على الجامعات الهندية للمساعدة في كبح الإذلال المُتعمَّد للطلاب الجدد من قِبل الطلاب الكبار، وأطلقت ايضًا خط مساعدة لمكافحة الإذلال المُتعمَّد -مجانًا-.
الإذلال المُتعمَّد في الأساس هو شكل فرعي من (التنمر)، ولكنه على عكس الأشكال المختلفة المُعقدة الأخرى من (التنمر)، فإن (الإذلال المُتعمَّد) يُمكن إدراكه بسهولة.